# Europese kampioenschappen veldrijden 2020 - Mannen elite
Het Europees kampioenschap veldrijden 2020 voor mannen elite werd gehouden op zondag 8 november in het Nederlandse Rosmalen. De Belgische favoriet Eli Iserbyt won zijn eerste titel bij de elite.

## Uitslag
| Pos.          | Renner                 | Land        | Tijd      |
| ------------- | ---------------------- | ----------- | --------- |
| Europese trui | Eli Iserbyt            | België      | 1u04'28"  |
| Zilver        | Michael Vanthourenhout | België      | + 16"     |
| Brons         | Lars van der Haar      | Nederland   | + 22"     |
| 4             | Laurens Sweeck         | België      | + 41"     |
| 5             | Toon Aerts             | België      | + 47"     |
| 6             | Daan Soete             | België      | + 52"     |
| 7             | Felipe Orts Lloret     | Spanje      | + 1'01"   |
| 8             | Quinten Hermans        | België      | + 1'14"   |
| 9             | Joshua Dubau           | Frankrijk   | + 1'21"   |
| 10            | Vincent Baestaens      | België      | + 1'28"   |
| 11            | Kevin Kuhn             | Zwitserland | + 1'34"   |
| 12            | Timon Rüegg            | Zwitserland | + 1'39"   |
| 13            | Jakob Dorigoni         | Italië      | + 2'05"   |
| 14            | Corné van Kessel       | Nederland   | + 2'22"   |
| 15            | Kevin Suarez Fernandez | Spanje      | + 2'28"   |
| 16            | Thijs Aerts            | België      | + 2'33"   |
| 17            | David Menut            | Frankrijk   | + 2'33"   |
| 18            | Steve Chainel          | Frankrijk   | + 2'45"   |
| 19            | Stan Godrie            | Nederland   | + 2'52"   |
| 20            | Maik van der Heijden   | Nederland   | + 3'49"   |
| 21            | Cristian Cominelli     | Italië      | + 4'13"   |
| 22            | Marcel Meisen          | Duitsland   | + 4'30"   |
| 23            | David van der Poel     | Nederland   | + 4'30"   |
| 24            | Gilles Mottiez         | Zwitserland | + 4'48"   |
| 25            | Joris Ryf              | Zwitserland | + 5'14"   |
| 26            | Antonio Folcarelli     | Italië      | + 5'33"   |
| 27            | Daniel Mayer           | Tsjechië    | + 5'43"   |
| 28            | Ondrej Glajza          | Slowakije   | + 6'47"   |
| 29            | Mickaël Crispin        | Frankrijk   | + 6'53"   |
| 30            | Frederik Hähnel        | Duitsland   | - 1 ronde |
|               | Michael Boroš          | Tsjechië    | DNF       |

| Pos. | Punten | Prijzengeld |
| ---- | ------ | ----------- |
| 1    | 100    | € 1.400     |
| 2    | 60     | € 800       |
| 3    | 40     | € 600       |
| 4    | 30     | -           |
| 5    | 25     | -           |
| 6    | 20     | -           |
| 7    | 17     | -           |
| 8    | 15     | -           |
| 9    | 12     | -           |
| 10   | 10     | -           |
| 11   | 8      | -           |
| 12   | 5      | -           |
| 13   | 4      | -           |
| 14   | 2      | -           |
| 15   | 1      | -           |

## Reglementen

### Landenquota
Nationale federaties mochten het volgende aantal deelnemers inschrijven:
- 8 rijders + 4 reserve rijders

### Startvolgorde
De startvolgorde per categorie was als volgt:
1. Meest recente UCI ranking veldrijden
2. Niet gerangschikte renners: per land in rotatie (o.b.v. het landenklassement van het laatste WK). De startvolgorde van niet gerangschikte renners binnen een team werd bepaald door de nationale federatie.

2015 · 
2016 · 
2017 · 
2018 · 
2019 ·
2020 ·
2021 ·
2022